# 宝塚歌劇団91期生
宝塚歌劇団91期生（たからづかかげきだん91きせい）は、2003年に宝塚音楽学校に入学、2005年に同校を卒業後、宝塚歌劇団に入団した47名を指す。

## 概要
2003年の音楽学校の受験者数は1020人、合格者50人、競争倍率20.4倍となった。
初舞台の演目は、花組公演「マラケシュ・紅の墓標／エンター・ザ・レビュー」。
2005年5月11日付で組配属となる。
新人公演主演（ヒロイン）経験者に紫門ゆりや、鳳真由、澄輝さやと、愛加あゆ、音波みのり、稀鳥まりや、藤咲えり、野々すみ花がいる。
バウホール公演主演（ヒロイン）経験者に澄輝さやと、愛加あゆ、音波みのり、野々すみ花がいる。
東上公演主演（ヒロイン）経験者に愛加あゆ、音波みのり、野々すみ花がいる。
全国ツアー公演ヒロイン経験者に音波みのりがいる。
エトワール経験者に天寿光希、白雪さち花、愛加あゆ、此花いの莉、優香りこ、花里まながいる。
副組長経験者に紫門ゆりや、透真かずき、白雪さち花がいる。

## 主な生徒

### OG
- 愛加あゆ：元雪組トップ娘役
- 野々すみ花：元宙組トップ娘役
- 鳳真由：元花組男役
- 澄輝さやと：元宙組男役
- 稀鳥まりや：元星組娘役
- 音波みのり：元星組娘役
- 藤咲えり：元宙組娘役

### 現役
- 紫門ゆりや：花組男役（副組長）
- 透真かずき：雪組男役（副組長）2026年2月23日付で雪組組長に就任予定
- 白雪さち花：月組娘役（副組長）

## 一覧
| 芸名       | 読み仮名        | 誕生日   | 出身地           | 出身校                           | 身長    | 愛称               | 役柄      | 配属           | 退団年 | 備考                 |
| ---------- | --------------- | -------- | ---------------- | -------------------------------- | ------- | ------------------ | --------- | -------------- | ------ | -------------------- |
| 天寿光希   | てんじゅ みつき | 9月10日  | 秋田県秋田市     | 聖霊女子短期大学附属高校         | 167cm   | ミッキー、かがっち | 男役      | 星組           | 2022年 |                      |
| 紫門ゆりや | しもん ゆりや   | 12月28日 | 愛知県名古屋市   | 名東高校                         | 171cm   | ゆりや             | 男役      | 月組→専科→花組 |        |                      |
| 野々すみ花 | のの すみか     | 2月27日  | 京都府           | 聖母学院高校                     | 161cm   | すみか             | 娘役      | 花組→宙組      | 2012年 |                      |
| 愛加あゆ   | まなか あゆ     | 10月18日 | 富山県富山市     | 文京区立第七中学                 | 161cm   | あゆっち           | 娘役      | 雪組           | 2014年 | 姉は夢咲ねね         |
| 藤咲えり   | ふじさき えり   | 3月20日  | 兵庫県芦屋市     | 甲南女子高校                     | 160cm   | エリー             | 娘役      | 宙組           | 2012年 | 妹は久城あす         |
| 花里まな   | はなさと まな   | 3月18日  | 千葉県印旛郡     | 県立成田西陵高校                 | 161cm   | あいこ             | 娘役      | 宙組           | 2015年 |                      |
| 優香りこ   | ゆうか りこ     | 2月5日   | 京都府京都市     | 東海大学附属仰星高校             | 164cm   | りこりこ           | 娘役      | 星組           | 2014年 |                      |
| 麗百愛     | うらら もえ     | 1月11日  | 大阪府大阪市     | 大阪帝塚山学院                   | 164cm   | もえ、おく         | 娘役      | 月組           | 2009年 |                      |
| 白姫あかり | しらき あかり   | 5月12日  | 大阪府大阪市     | 樟蔭中学                         | 165cm   | あかり             | 娘役      | 花組           | 2019年 |                      |
| 此花いの莉 | このはな いのり | 7月22日  | 神奈川県横浜市   | 大妻中野高校                     | 163cm   | このみ             | 娘役      | 雪組           | 2015年 |                      |
| 大輝真琴   | おおき まこと   | 8月7日   | 兵庫県伊丹市     | 小林聖心女子学院中学             | 167cm   | まいお、まいける   | 男役      | 星組           | 2024年 |                      |
| 白雪さち花 | しらゆき さちか | 2月22日  | 北海道札幌市     | 札幌清田高校                     | 163cm   | さちか、さっちん   | 娘役      | 月組           |        | 妹は珀斗星来         |
| 貴千碧     | たかち あお     | 11月25日 | 大阪府大阪市     | 甲子園学院高校                   | 168cm   | まん               | 男役      | 月組           | 2017年 |                      |
| 冴輝ちはや | さえき ちはや   | 2月13日  | 福岡県福岡市     | 市立城香中学                     | 167.5cm | モーリー           | 男役      | 雪組           | 2009年 |                      |
| 稀鳥まりや | きとり まりや   | 8月11日  | 東京都港区       | 聖心インターナショナル・スクール | 157cm   | まりや、モナコ     | 娘役      | 星組           | 2012年 |                      |
| 天玲美音   | てんれい みおん | 12月8日  | 静岡県浜松市     | 浜松学芸高校                     | 169cm   | てんれい           | 男役      | 宙組           | 2016年 |                      |
| 澄輝さやと | すみき さやと   | 11月24日 | 兵庫県神戸市     | 神戸松蔭高校                     | 173cm   | あっきー           | 男役      | 宙組           | 2019年 |                      |
| 鳳真由     | おおとり まゆ   | 4月26日  | 東京都小平市     | 明星高校                         | 168.5cm | ふじぴー、まよまよ | 男役      | 花組           | 2016年 |                      |
| 咲希あかね | さき あかね     | 3月21日  | 東京都葛飾区     | 都立城東高校                     | 161cm   | みほりん           | 娘役      | 月組           | 2017年 |                      |
| 綾瀬あきな | あやせ あきな   | 11月16日 | 東京都武蔵野市   | 都立小金井北高校                 | 158cm   | エビ、エビィ       | 娘役      | 宙組           | 2021年 |                      |
| あうら真輝 | あうら まき     | 2月1日   | 石川県金沢市     | 北陸学院高校                     | 170cm   | あうら、マキ       | 男役      | 花組           | 2006年 |                      |
| 花蝶しほ   | かちょう しほ   | 10月12日 | 愛知県名古屋市   | 市立汐路中学                     | 160cm   | しほ               | 娘役      | 花組           | 2014年 |                      |
| 透真かずき | とうま かずき   | 12月17日 | 東京都足立区     | 東京女学館高校                   | 168cm   | りーしゃ           | 男役      | 雪組           |        |                      |
| 笹良える   | ささら える     | 5月16日  | 大阪府吹田市     | 大阪成蹊女子高校                 | 159cm   | いくこ、いく       | 娘役      | 宙組           | 2010年 | 双子の妹は希世みらの |
| 舞花くるみ | まいか くるみ   | 4月24日  | 沖縄県那覇市     | 興南高校                         | 167cm   | くるみん           | 男役→娘役 | 宙組           | 2013年 |                      |
| 有瀬そう   | ありせ そう     | 10月3日  | 兵庫県西宮市     | 市立西宮高校                     | 174cm   | さぶ、さぶこ       | 男役      | 月組           | 2016年 |                      |
| 花峰千春   | はなみね ちはる | 9月27日  | 東京都板橋区     | 日本女子大学附属高校             | 168.5cm | ムラ               | 男役      | 花組           | 2010年 |                      |
| 花菜響子   | かな きょうこ   | 5月13日  | 兵庫県宝塚市     | 県立宝塚北高校                   | 162cm   | きょう             | 娘役      | 宙組           | 2007年 |                      |
| 音波みのり | おとは みのり   | 11月29日 | 神奈川県横浜市   | 八雲学園高校                     | 160cm   | みのり             | 娘役      | 星組           | 2022年 |                      |
| 希世みらの | きせ みらの     | 5月16日  | 大阪府吹田市     | 大阪成蹊女子高校                 | 159cm   | やすこ、やっちゃん | 娘役      | 雪組           | 2011年 | 双子の姉は笹良える   |
| 雛月乙葉   | ひなづき おとは | 12月26日 | 大阪府羽曳野市   | 城星学園高校                     | 161cm   | ひな、おとは       | 娘役      | 雪組           | 2015年 |                      |
| 春花きらら | はるはな きらら | 3月21日  | 千葉県茂原市     | 麹町学園女子高校                 | 163cm   | きらら             | 娘役      | 花組           | 2014年 |                      |
| 愛水せれ奈 | あいみ せれな   | 4月19日  | 東京都品川区     | 東京女学館高校                   | 162cm   | あいり             | 娘役      | 星組           | 2017年 |                      |
| 千寿はる   | せんじゅ はる   | 1月17日  | 千葉県印西市     | 県立我孫子高校                   | 166.5cm | かずな、かっぴぃ   | 男役      | 星組           | 2013年 |                      |
| 春咲ころん | はるさき ころん | 1月8日   | 東京都西東京市   | 大妻中学                         | 158cm   | おしお、ころん     | 娘役      | 月組           | 2008年 |                      |
| 詩風翠     | うたかぜ すい   | 7月21日  | 徳島県板野郡     | 徳島県立徳島北高校               | 168cm   | ナウ               | 男役      | 雪組           | 2012年 |                      |
| 紫咲大佳   | しざき ひろか   | 5月17日  | 茨城県筑波郡     | 町立伊奈中学                     | 168.5cm | きやお、きゃお     | 男役      | 宙組           | 2008年 |                      |
| 央雅光希   | おうが みつき   | 10月16日 | 石川県白山市     | 石川県立工業高校                 | 173cm   | タジィ             | 男役      | 雪組           | 2016年 |                      |
| 白渚すず   | しらなぎ すず   | 4月4日   | 東京都新宿区     | 大妻高校                         | 160cm   | マミィ、PEKO       | 娘役      | 雪組           | 2014年 | 妹は桜音れい         |
| 輝良まさと | きら まさと     | 7月3日   | 神奈川県横浜市   | 神奈川県立松陽高校               | 176cm   | ハマ、まさと       | 男役      | 花組           | 2012年 |                      |
| 琴城まなか | ことしろ まなか | 9月21日  | 兵庫県姫路市     | 賢明女子学院高校                 | 159cm   | まなか             | 娘役      | 星組           | 2009年 |                      |
| 華那みかり | かな みかり     | 2月27日  | 兵庫県宝塚市     | 兵庫県立宝塚高校                 | 160cm   | みかり             | 娘役      | 月組           | 2012年 |                      |
| 篁祐希     | たかむら ゆうき | 5月28日  | 神奈川県相模原市 | 相模女子大学高等部               | 170cm   | のんこ             | 男役      | 月組           | 2012年 |                      |
| 真吹みのり | まさぶき みのり | 1月9日   | 大阪府大阪市     | 北陸高校                         | 170cm   | みのり、あいこ     | 男役      | 星組           | 2011年 |                      |
| 颯舞音桜   | そうま ねお     | 5月12日  | 神奈川県横浜市   | 横浜市立岡律中学                 | 166.5cm | ねお、まなみ       | 男役      | 宙組           | 2009年 |                      |
| 真月咲     | しんげつ さく   | 11月16日 | 新潟県上越市     | 上越教育大学附属中学校           | 168cm   | さく、まづき       | 男役      | 星組           | 2013年 |                      |
| 彩咲めい   | あやさき めい   | 3月25日  | 大阪府豊中市     | 梅花高校                         | 161cm   | めい               | 娘役      | 花組           | 2012年 |                      |